# Димчо Дебелянов
Ди́мчо Дебеля́нов (болг. Димчо/Динчо Дебелянов; 28 березня 1887, Копривштиця, Османська імперія, нині Болгарія — 2 жовтня 1916, Горно Караджово, нині Сидірокастро, Моноклісія, Греція) — болгарський поет, журналіст і перекладач.

## Біографія
Народився останньою, шостою дитиною в сім'ї Веля Дебелянова і Цани Ілієвої-Стайчиної. Охрещений на честь свого діда, що звався Динчо Дебелян. 1896 року, після батькової смерті, родина переїхала до найстаршого брата Івана, який жив у Пловдиві. Там Димчо вчився в так званому Жовтому училищі, потім у чоловічій гімназії (згодом її назвали іменами святих Кирила і Мефодія), де написав свої перші вірші й спалив їх.
У 1904 р. Дебелянови переселилися до Софії. 1906 року Димчо закінчив у столиці гімназію. Тоді ж у журналі «Сучасність» вперше опубліковано твори поета «Тій, яка в мовчазні ночі», «Коли цвіли вишні» та інші. Молодий Димчо мав за зразок спершу Пенчо Славейкова, а згодом Пейо Яворова.
З 1907 р. Дебелянов співпрацює з журналами «Болгарський збірник», «Сучасник», «Новий шлях», «Оса» та іншими. У гумористичних виданнях він публікує твори під такими псевдонімами: Аз, Амер, Тафт і Субалтьор. Восени 1907 він вступає на юридичний факультет Софійського університету, в наступному році переходить на історико-філологічний факультет, але вчиться тільки два роки.
Дебелянов вивчає французьку, російську й англійську мови, перекладає таких авторів, як Шарль Бодлер, Поль Верлен і Вільям Шекспір. Упродовж шести років переходить із роботи на роботу, не змігши ніде зупинитися надовго. Зокрема, працює службовцем на метеорологічній станції й журналістом у різних виданнях. 1910 року разом із Димитром Подвирачовим він склав першу антологію болгарської поезії.

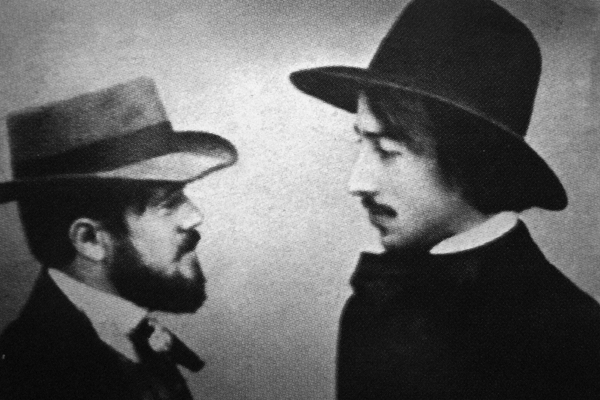
Дебелянов (зліва) з художником Машевим. 1912 рік.

Наприкінці жовтня 1912 Дебелянова призвали на військову службу. Він потрапив у 22-й піхотний полк і під час Першої Балканської війни був рядовий боєць. З вересня 1913 навчався у школі офіцерів резерву й став підпоручиком. У 1914, на початку Першої світової війни він звільнився з армії й став працювати конторським службовцем, причому аж так не любив цієї роботи, що згодом сам наполіг на тому, щоб потрапити на фронт, хоч і не підлягав мобілізації.
29 січня 1916 р. він пішов добровольцем на Македонський фронт, де пробув близько восьми місяців. За цей час написав невеликий цикл віршів, які надсилав з фронту в листах до друзів. Донині в Болгарії вважають ці вірші найкращими з тих, що створено у воєнний час. Вони позначали не тільки поворот у творчості Дебелянова, але й початок нової течії в болгарській поезії. Уночі проти 30 вересня рота, якою він командував, стала до бою, а 2 жовтня, близько 10 години ранку, Димчо Дебелянов поліг у битві біля містечка Горно Караджово (нині Сидірокастро, Моноклісія, Греція) й наступного дня був похований на подвір'ї болгарської церкви у Валовішті (тепер — Демір-Хісар). 1931 року з ініціативи літературного гуртка
«Живе слово» останки Дебелянова перепоховано в рідному місті.
Рідний дім поета в Копривштиці реставровано, у 1958 р. там відкрито будинок-музей. На могилі з 1934 року стояла скульптура «Мати» (автор — Іван Тодоров), тепер же — її копія. Оригінал поставлено на подвір'ї музею.
Іменем Димчо Дебелянова названо вулиці у Балчику, Банк'ї, Беловеці, Божурові, Варні, Відіні, Враці, Димитровграді, Добричі, Дулові, Дупниці, Духовеці, Заветі, Іспериху, Каварні, Костинброді, Кубраті, Кюстендилі, Междені, Острові, Пазарджику, Перніку, Плевені, Пловдиві, Прелезі, Разграді, Русе, Самокові, Свіленграді, Силістрі, Сливені, Софії, Тутракані, Хаскові, Шумені та Ямболі, а також школи в Белене, Бургасі, Варні, Перніку, Пловдиві, Софії, громадський клуб у Софії.
Іменем Димчо Дебелянова названо мис на острові Роберта (Південні Шетландські острови, Антарктика).
1975 року започатковано Національний студентський поетичний конкурс імені Димчо Дебелянова. 2004 року засновано Національну літературну премію імені Димчо Дебелянова.

## Творчість
Після загибелі Дебелянова друзі видали двотомник його творів разом із листами. У повоєнній Болгарії ці вірші були дуже популярні. Характерні духом символізму, вони зосереджувалися переважно на темі безнадії й смерті.

## Бібліографія

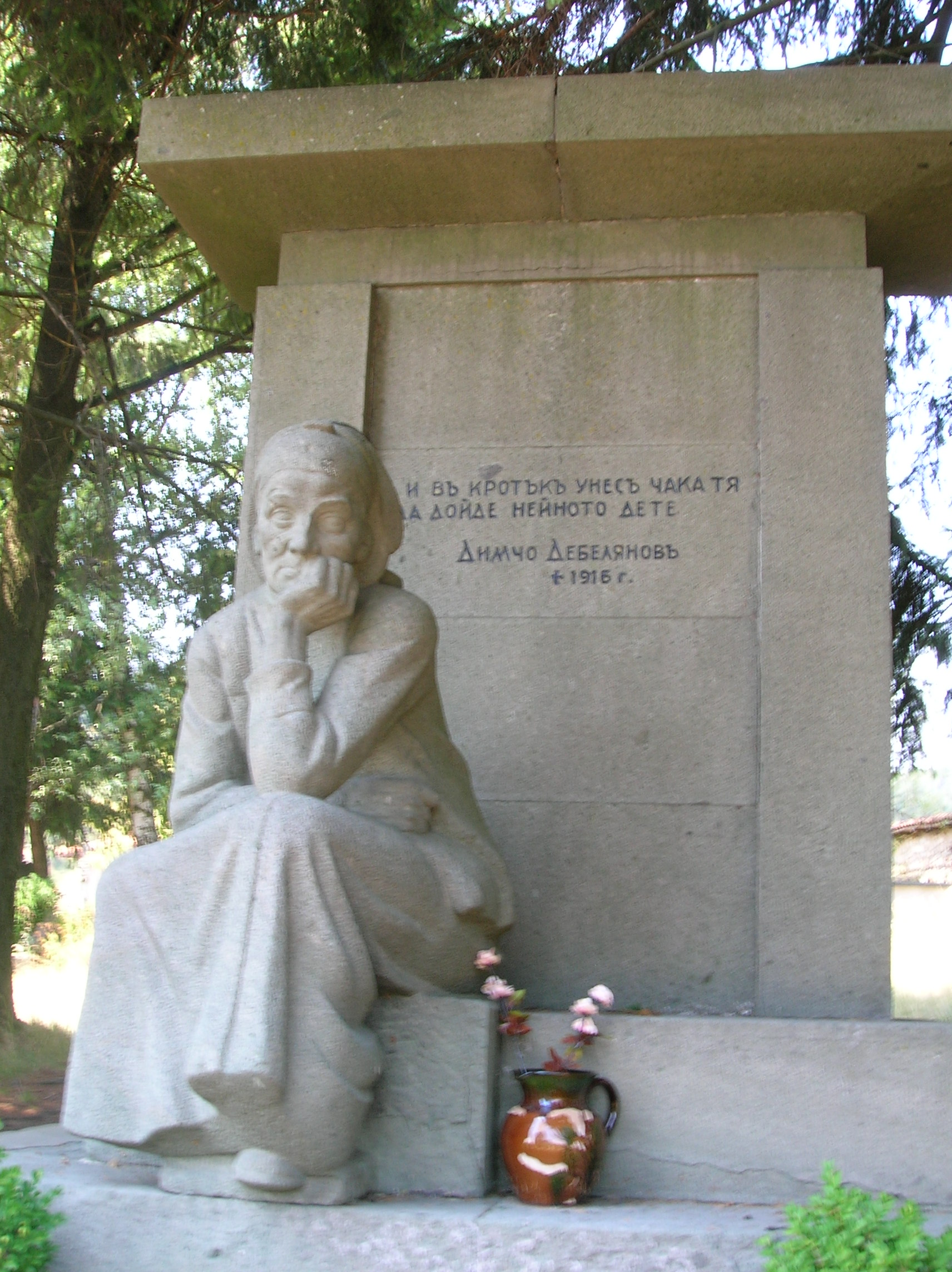
Скульптура «Мати» — колишній надгробок на могилі Димчо Дебелянова.

### Збірки поезії
- Посвещение — «Посвята»
- Копнежи — «Жадання»
- Замиращи звуци — «Напівзавмерлі звуки»
- Станси — «Станси»
- През април — «Крізь квітень»
- Спомени — «Спомини»
- Под тъмни небеса — «Під темними небесами»
- Под сурдинка — «Під сурдинку»
- Ранни стихотворения — «Ранні вірші»

### Інші твори
- Легенда за разблудната царкиня — «Легенда про блудну царицю»
- Хумор и сатира — «Гумор і сатира»
- Проза — «Проза»

## Українські переклади
Українською мовою вірші поета перекладали Дмитро Білоус, Роман Лубківський, Василь Моруга, Дмитро Павличко і Анна Багряна.
- Вірші. В кн. «Антологія болгарської поезії», т. 1. К., 1974
- Вірші. В кн. «Антологія болгарської поезії», К., Основи, 2006. Переклади Д. Павличка